# Distrito de Banato Central
El Distrito de Banato Central (serbio: Средњебанатски округ, Srednjebanatski okrug), es un distrito al norte de Serbia. Está en la región de Banato, en Voivodina. Su población es de 208 456 (2002). Su capital es Zrenjanin. 

## Municipios

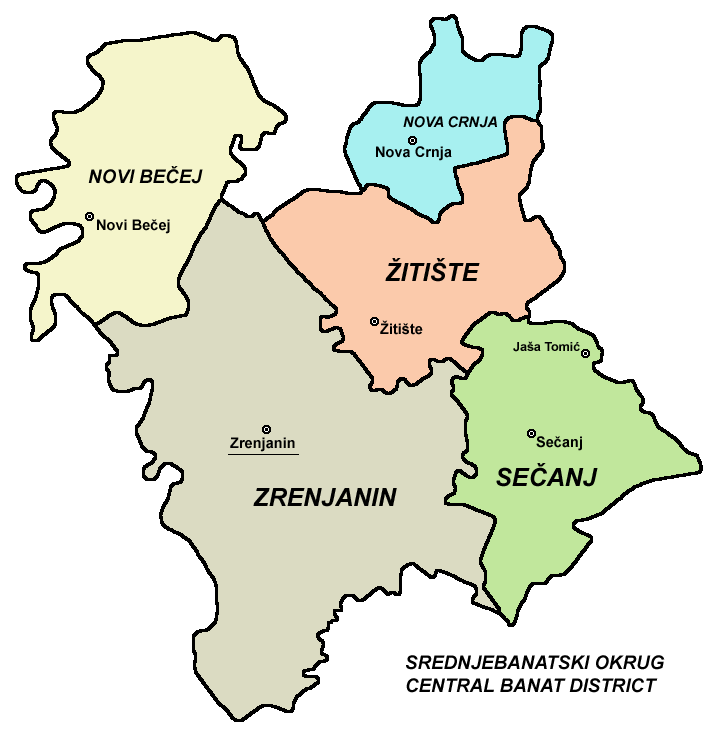
Municipios del Distrito de Banato Central.

El distrito está dividido en cinco municipios que son los siguientes:
- Nova Crnja
- Novi Bečej
- Sečanj
- Žitište
- Zrenjanin

## Demografía
Acuerdo al último censo (2002) en el distrito viven:
- Serbios = 150 794 (72.33%)
- Húngaros = 27 842 (13.35%)
- Romaníes o gitanos = 5682 (2.72%)
- Rumanos = 5156 (2.47%)
- Yugoslavos = 3759 (1.8%)
- Eslovacos = 2495 (1.19%)
- Otros = 8969 (5.14%)

- Datos: Q425782
- Multimedia: Central Banat District / Q425782